# Estemmenosuchus mirabilis
Az Estemmenosuchus mirabilis az emlősszerűek (Synapsida) osztályának a Therapsida rendjébe, ezen belül az Estemmenosuchidae családjába tartozó faj.

## Tudnivalók
Az Estemmenosuchus mirabilis egy hatalmas, növényevő dinocephalia volt, amelyet Oroszországban, a Perm Krai tartományhoz tartozó Ochyor város mellett találtak meg. Az állat 255 millió évvel élt ezelőtt. A következő fajok is ugyanazon a helyen és ugyanabban az időben éltek, mint az Estemmenosuchus mirabilis: Eotitanosuchus olsoni, Biarmosuchus tener és a rokon Estemmenosuchus uralensis. Ennek a lelőhelynek a fajgazdagsága, betekintést enged az akkori ökoszisztémába.
Az Estemmenosuchus uralensisnak csak 1-1 szarva volt fejének mindkét oldalán, az Estemmenosuchus mirabilisnak viszont 2-2. Az egyik pár a fej tetején ült, és agancsszerű volt, míg a másik pár a koponya két oldalán helyezkedett el, épp úgy, mint a rokonánál. A pofa elülső része kisebb és szélesebb volt, mint az Estemmenosuchus uralensisé, és hasonlított a mai jávorszarvaséra. A felső állcsont 6 metszőfogat, 2 szemfogat és 20 kis őrlőfogat, míg az alsó állkapocs 6 metszőfogat, 2 szemfogat és 30 kisebb őrlőfogat tartalmazott.
Az Estemmenosuchus mirabilisnak számos teljes és hiányos csontvázát találták meg együtt.